# Harker
Harker foi um jogo eletrônico sendo desenvolvido para o Sony PlayStation 3 e Microsoft Xbox 360 pela Double Helix Games. O protagonista do jogo seria um personagem fictício, chamado Jonathan Harker, um caçador de vampiros.
No trailer, Harker parecia ser um caçador de vampiros muito mais eficiente e corajoso, diferentemente do clássico papel de Jonathan Harker nos livros e filmes de Bram Stoker, incluindo Drácula. Foi dito que o jogador controlaria o papel de Jonathan Harker no Século XVIII e tentaria livrar o mundo dos vampiros.
Os estúdios da Double Helix puseram o desenvolvimento do jogo como "indefinido", durante a criação de Silent Hill: Homecoming. No momento, não se sabe se o jogo será continuado ou se pararam de vez o desenvolvimento.